# Ada Montellanico
Ada Montellanico (Roma, 1959) è una cantante jazz italiana.

## Biografia
Dal 1983 al 1985 ha preso lezioni di canto e musica presso la Scuola popolare di musica di Testaccio. Nel 1985 si esibisce per la prima volta con Enrico Pieranunzi al Four Roses Jazz Festival di Roma. Dal 1985 ai primi anni '90 sperimenta varie formazioni, che inizialmente comprendevano oltre Pieranunzi e Roberto Gatto, in seguito con Stefano Lestini, Massimo Moriconi e Fabrizio Sferra. Nel 1992/93 si è esibita come soprano con il Blue Note Ensemble, un ensemble classico sotto la direzione di Marcello Faneschi, con il quale ha interpretato il repertorio di George Gershwin.
Negli anni successivi collabora con artisti di fama internazionale come Lee Konitz, Enrico Rava (L'altro Tenco, 1998), Enrico Pieranunzi, Paul McCandless, Jimmy Cobb, Paolo Fresu, Michel Godard, Massimo Nunzi, Fabrizio Bosso, Danilo Rea, e Marco Collazzoni, Ialsax, Giovanni Falzone e ha preso parte a numerosi festival jazz europei. Il suo coinvolgimento con Luigi Tenco, di cui ha interpretato le chanson (anche inedite) in stile jazz in diversi album, ha portato al suo libro del 2006 Quasi sera, una storia di Tenco.

## Discografia
- 1996 - L'altro Tenco, Ada Montellanico Quartetto con Enrico Rava Philology  – W 85.2
- 2001 - Omaggio A Garcia Lorca Agorá, Musikstrasse
- 2002 - Suoni modulanti Abeat Records
- 2008 - Omaggio A Billie Holiday,Casa Del Jazz
- 2012 - Suoni di donna Incipit Records
- 2017 - Abbey's Road, feat. Giovanni Falzone Incipit Records
- 2021 - We Tuba Agorá, Incipit Records
- s.d. - Ada Montellanico con Jimmy Cobb Trio – Philology Jazz Records
- 2024 - Canto Proibito feat Giovanni Falzone Giotto Music / Egea

### Con Enrico Pieranunzi
- 1997 - Ma l'amore no , con Enrico Pieranunzi Trio, Lee Konitz & Enrico RavaHoro Records
- 2005 - Danza di una ninfa
- 2006 - BlueTenco, feat. Walter Paoli Not On Label,

## Pubblicazioni
- Quasi sera. Una storia di Tenco. (con CD Audio), Stampa Alternativa, 2005 ISBN 8872269105